# Hoscheid
Hoscheid (luxemburguès Houschent, alemany Hoscheid) és una vila de la comuna de Parc Hosingen i antigua comuna al nord-est de Luxemburg, en el cantó de Clervaux. Fins a la seva fusió amb les altres comunes de Parc Hosingen el 2012, formava parte del cantó de Diekirch.

## Població
| Nacionalitat   | Població | %      |
| -------------- | -------- | ------ |
| luxemburguesos | 367      | 87,80% |
| Forasters      | 51       | 12,20% |
| - portuguesos  | 15       | 3,59%  |
| - francesos    | 5        | 1,20%  |
| - italians     | 1        | 0,24%  |
| - belgues      | 7        | 1,67%  |
| - alemanys     | 1        | 0,24%  |
| - iugoslaus    | 7        | 1,67%  |
| - altres       | 15       | 3,59%  |

## Evolució demogràfica
| Any        | Població |
| ---------- | -------- |
| 15/02/2001 | 418      |
| 01/01/2002 | 424      |
| 01/01/2003 | 484      |
| 01/01/2004 | 490      |
| 01/01/2005 | 519      |